# Jean Pond Miner Coburn
Jean Pond Miner Coburn (1866–1967) foi um escultor americano nascido em Menasha, Wisconsin.

## Vida
Miner estudou no Instituto de Arte de Chicago com Lorado Taft, eventualmente se tornando um assistente para ele  e lecionando no instituto.

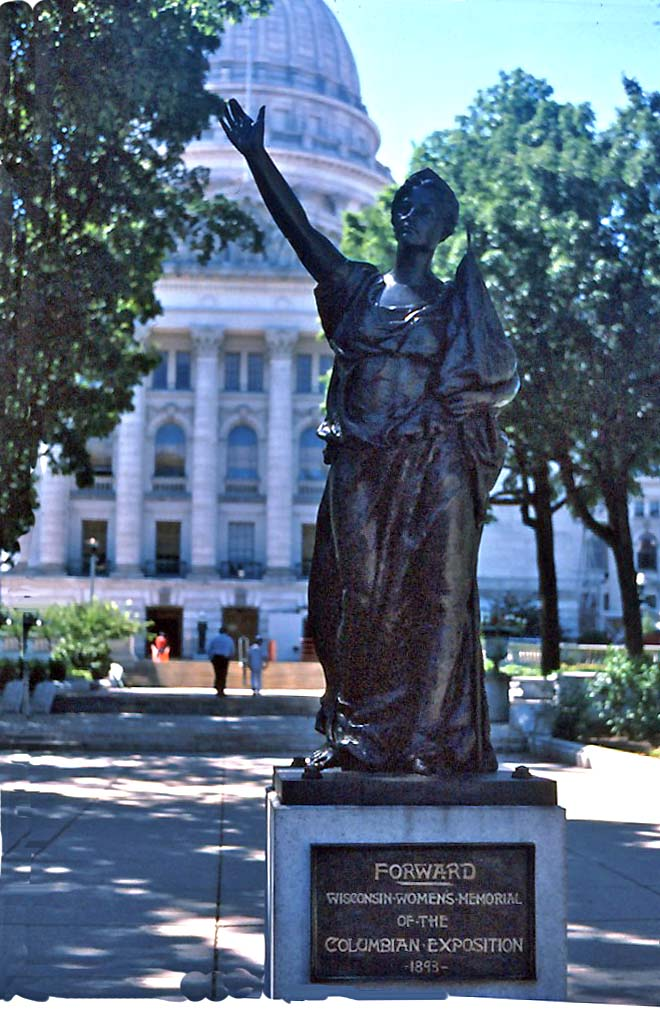
frente

Durante a Exposição Colombiana Mundial em 1893, Miner, juntamente com Helen Farnsworth Mears, foi nomeado artista residente no Edifício Wisconsin e, na época, produziu Forward, uma estátua que era "um símbolo do movimento sufrágio". O trabalho foi fundido em bronze pelas "mulheres de Wisconsin" e fica em frente ao Capitólio do Estado de Wisconsin. Por um século, a estátua, então feita de cobre, permaneceu no terreno do Capitólio, deteriorando-se lentamente, até que, em 1996, vários grupos de mulheres levantaram os fundos para que o trabalho fosse fundido em bronze. Este bronze foi colocado nos terrenos do Capitólio, enquanto a versão original em cobre foi colocada no saguão do edifício da Sociedade Histórica do Estado.